# Централна тенденција
У статистици, централна тенденција (или мера централне тенденције) је централна или типична вредност за дистрибуцију вероватноће. Колоквијално, мере централне тенденције се често називају просецима. Термин централна тенденција датира из касних 1920-их.
Најчешће мере централне тенденције су аритметичка средина, медијана и мод. Средња тенденција се може израчунати или за коначан скуп вредности или за теоријску расподелу, као што је нормална расподела. Повремено аутори користе централну тенденцију да означе "склоност квантитативних података да се групишу око неке централне вредности."
Централна тенденција дистрибуције је типично супротстављена њеној дисперзији или варијабилности; дисперзија и централна тенденција су често карактерисана својства дистрибуција. Анализа може да процени да ли подаци имају јаку или слабу централну тенденцију на основу њихове дисперзије.

## Мере
Следеће мере се могу применити на једнодимензионалне податке. У зависности од околности, може бити прикладно трансформисати податке пре израчунавања централне тенденције. Примери су квадрирање вредности или узимање логаритама. Да ли је трансформација одговарајућа и каква би требало да буде, у великој мери зависи од података који се анализирају.
- Аритметичка средина или једноставно, средња вредност представља збир свих мерења подељен бројем посматрања у скупу података.
- Медијана је средња вредност која одваја вишу половину од доње половине скупа података. Медијана и мод су једине мере централне тенденције које се могу користити за редне податке, у којима су вредности рангиране једна у односу на другу, али се не мере апсолутно.
- Мод је најчешћа вредност у скупу података. Ово је једина централна мера тенденције која се може користити са номиналним подацима, који имају чисто квалитативне категорије.
- Генерализована средња вредност је генерализација питагорејских средстава, специфицираних експонентом.
- Геометријска средина је н-ти корен производа вредности података, где их има н. Ова мера важи само за податке који се мере апсолутно на стриктно позитивној скали.
- Хармонијска средина је реципрочна вредност аритметичке средине реципрочних вредности вредности података. И ова мера важи само за податке који се мере апсолутно на стриктно позитивној скали.
- Пондерисана аритметичка средина аритметичку средину која укључује пондерисање одређених елемената података.
- Скраћена средина је аритметичка средина вредности података након што се одбаци одређени број или пропорција највиших и најнижих вредности података.
- Интерквартилна средина је скраћена средња вредност заснована на подацима унутар интерквартилног опсега.
- Средњи тонови је аритметичка средина максималне и минималне вредности скупа података.
- Мидхинџ је аритметичка средина првог и трећег квартила.
- Квазиаритметичка средина је генерализација генерализоване средње вредности, специфициране континуираном ињективном функцијом.
- Тримин је пондерисана аритметичка средина медијане и два квартила.

Било шта од горе наведеног може се применити на сваку димензију вишедимензионалних података, али резултати можда неће бити непроменљиви у односу на ротације вишедимензионалног простора.
- Геометријска медијана је тачка која минимизира збир растојања до скупа тачака узорка. Ово је исто као медијана када се примени на једнодимензионалне податке, али није исто као да се медијана сваке димензије узме независно. Није непроменљиво за различито рескалирање различитих димензија.
- Квадратна средина (често позната као средњи квадратни корен) је корисно у инжењерству, али се не користи често у статистици. То је зато што није добар показатељ центра дистрибуције када дистрибуција укључује негативне вредности.
- Једноставна дубина је вероватноћа да ће случајно изабран симплекс са врховима из дате расподеле садржати дати центар.
- Такијева медијана је тачка са својством да сваки полупростор који га садржи такође садржи много тачака узорка.